# 阿韋扎諾
阿韋扎諾（義大利語：Avezzano），是意大利阿奎拉省的一个市镇。总面积104.04平方公里，人口42491人，人口密度408.4人/平方公里（2015年）。ISTAT代码为066006。